# Filippo di Edimburgo
Filippo di Edimburgo (già Filippo Mountbatten, nato Filippo di Grecia e Danimarca; Corfù, 10 giugno 1921 – Windsor, 9 aprile 2021) è stato il consorte reale del Regno Unito e degli altri reami del Commonwealth dal 1952 fino alla morte, come marito di Elisabetta II.
Nato principe di Grecia in quanto nipote di Costantino I, prima del matrimonio rinunciò ai propri titoli di nascita, convertendosi all'anglicanesimo e adottando il cognome Mountbatten. Sposò la regina il 20 novembre 1947 e con lei ebbe quattro figli (Carlo III, Anna, Andrea ed Edoardo). Il giorno dopo ottenne il trattamento di "Altezza reale" da re Giorgio VI con i titoli di duca di Edimburgo, conte di Merioneth e barone Greenwich. Elisabetta II lo creò principe del Regno Unito nel 1957.
Come consorte della regina affiancò la moglie nei suoi viaggi ufficiali nel Commonwealth e nel resto del mondo, apparendo frequentemente al pubblico. È stato il più longevo consorte di un sovrano britannico, con 73 anni e 71 giorni di matrimonio, superando il 19 aprile 2009 anche la regina consorte Carlotta di Meclemburgo-Strelitz, moglie di Giorgio III. Ricoprì la carica di cancelliere alle Università di Cambridge e di Edimburgo, nonché di patrono per una serie di organizzazioni (780 in tutto), incluso The Duke of Edinburgh's Award, un premio a lui intitolato.
Fu un noto appassionato di sport e di attività all'aria aperta e, sin dalla sua visita in Antartide del 1956, si impegnò per sensibilizzare l'opinione pubblica sul rapporto uomo-ambiente, tema sul quale pubblicò anche degli scritti. Il 10 giugno 2011 fu nominato dalla consorte Lord grand'ammiraglio della Royal Navy, in occasione del suo novantesimo compleanno. Si ritirò dagli incarichi ufficiali il 2 agosto 2017, all'età di 96 anni, dopo aver portato a termine 22 219 incarichi personali e aver tenuto 5 493 discorsi dal 1952.

## Biografia

### I primi anni

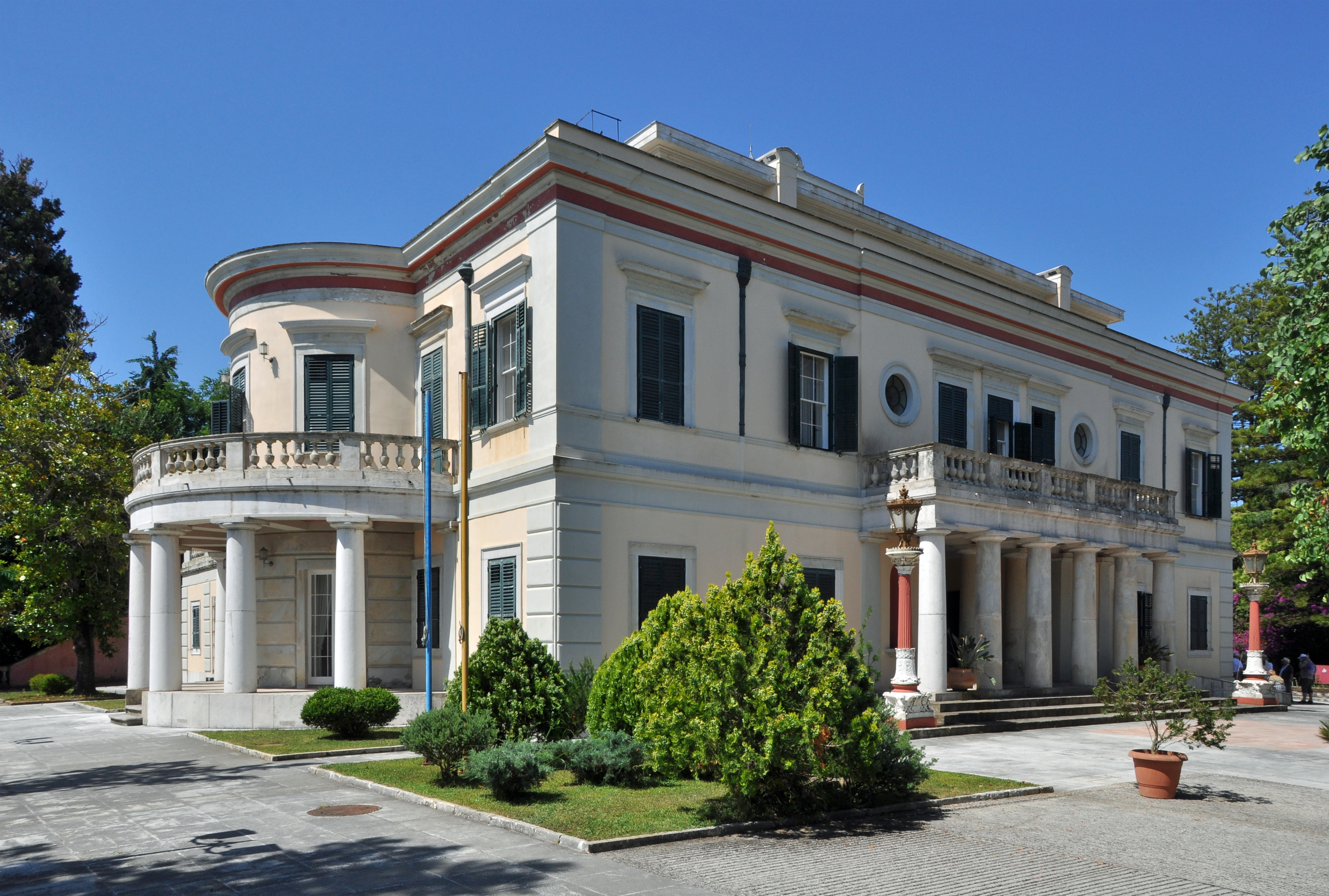
La Villa Mon Repos a Corfù, in Grecia, dove il principe Filippo nacque nel 1921

Filippo nacque il 10 giugno 1921 presso Villa Mon Repos, sull'isola di Corfù; unico figlio maschio e quinto nato del principe Andrea di Grecia e della principessa Alice di Battenberg, fu battezzato con rito ortodosso nella chiesa di San Giorgio presso la cappella del Palaio Frourio (l'antica fortezza di Haddokkos) alcuni giorni dopo la sua nascita. Suoi padrini furono la nonna paterna Olga Konstantinovna di Russia, lo zio paterno Nicola di Grecia e la comunità di Corfù, rappresentata dal sindaco Alexander Kokotos e dal presidente del consiglio comunale cittadino Stylianos Maniarizis. Alla nascita era membro della casata di Glücksburg, la famiglia regnante in Danimarca, ed era principe di Grecia e Danimarca in virtù della sua discendenza diretta da Giorgio I di Grecia e Cristiano IX di Danimarca, nonché titolato a succedere a entrambi i troni.
Pochi mesi dopo la nascita di Filippo, morì a Londra suo nonno materno Luigi di Battenberg. Luigi era stato naturalizzato cittadino britannico e, dopo un onorevole e lungo servizio nella Royal Navy, aveva rinunciato ai suoi titoli di origine tedesca e aveva adottato il cognome "Mountbatten", più inglese rispetto al tedesco "Battenberg". Dopo i funerali tenutisi a Londra, Filippo e sua madre ritornarono in Grecia, dove il padre rimase al comando di una divisione dell'esercito che fu coinvolta nella guerra greco-turca (1919-1922).
La guerra non fu favorevole alla Grecia e i turchi vinsero, creando la moderna Repubblica di Turchia. Il 22 settembre 1922 lo zio di Filippo, il re Costantino I di Grecia, fu costretto ad abdicare e il principe Andrea, assieme ad altri, fu arrestato dal governo militare insediatosi. Il comandante dell'esercito reale (il generale Georgios Hatzianestis) e cinque politici furono passati per le armi nel cosiddetto "processo dei Sei" e si temette per la stessa incolumità del principe. Nel dicembre di quell'anno, però, il tribunale rivoluzionario decise di bandirlo per sempre dal suolo greco. L'incrociatore britannico HMS Calypso permise quindi alla famiglia di lasciare la Grecia (Filippo fu trasportato in una cassa di arance). La famiglia si trasferì in Francia e si stabilì a Saint-Cloud, sobborgo di Parigi.

### Istruzione

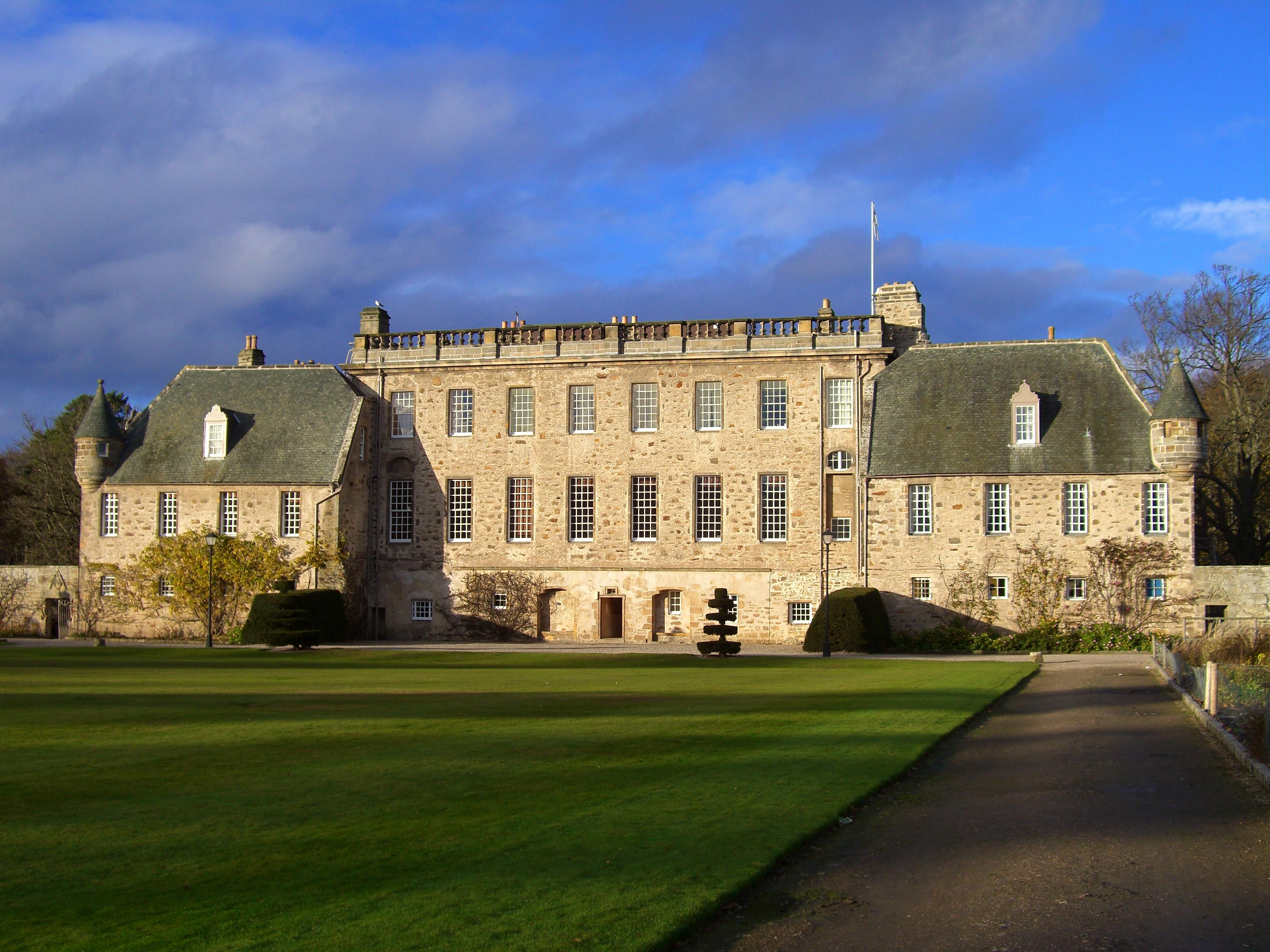
La scuola di Gordonstoun, in Scozia, dove Filippo ebbe modo di studiare

Filippo crebbe quindi in Francia ma, nel 1928, sotto la guida di suo zio Louis Mountbatten, fu inviato nel Regno Unito per frequentare la Cheam School, vivendo con la nonna Vittoria Alberta d'Assia a Kensington Palace e con lo zio Giorgio Mountbatten a Lynden Manor. Nei successivi tre anni, tutte le sue sorelle sposarono nobili tedeschi e sua madre fu ricoverata in una casa di cura dopo che le era stata diagnosticata la schizofrenia, il che le impedì quasi del tutto di avere contatti con il figlio. Suo padre si spostò in un piccolo appartamento a Monte Carlo. Nel 1933 Filippo fu inviato alla Schule Schloss Salem in Germania, diretta da uno dei suoi cognati, il margravio Bertoldo di Baden. Con la salita al potere del nazismo, il fondatore della scuola Kurt Hahn, che era ebreo, fu costretto ad aprire una nuova scuola a Gordonstoun, in Scozia, a causa delle persecuzioni razziali, e quindi anche Filippo si trasferì in Scozia. Nel 1937 sua sorella Cecilia, suo cognato Giorgio Donato d'Assia e due suoi nipotini perirono nell'incidente aereo di Ostenda; Filippo, appena sedicenne, partecipò ai funerali che si tennero a Darmstadt. L'anno seguente lo zio e tutore Giorgio Mountbatten morì di cancro alle ossa.

### Servizio in marina

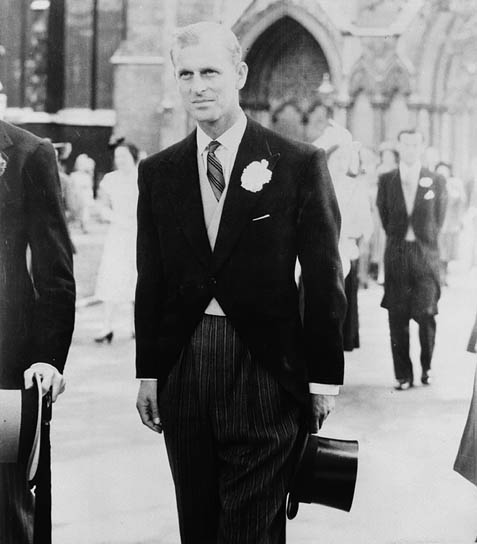
Filippo in visita in Canada nel 1951

Dopo aver lasciato Gordonstoun nel 1939, Filippo entrò nella Royal Navy, diplomandosi l'anno successivo al Britannia Royal Naval College di Dartmouth come miglior cadetto del suo corso. Nel 1940 fu assegnato al servizio attivo e trascorse quattro mesi sulla nave da battaglia HMS Ramillies con il compito di proteggere i convogli dell'Australian Expeditionary Force nell'oceano Indiano. Dopo un imbarco di due mesi sulla HMS Kent, sulla HMS Shropshire e in Ceylon (oggi Sri Lanka), fu trasferito dall'oceano Indiano alla nave da battaglia HMS Valiant nel Mediterraneo. Il 1º febbraio 1941, Filippo venne assegnato alla frequenza di una serie di corsi a Portsmouth, qualificandosi agli esami e venendo promosso da guardiamarina a sottotenente. Venne coinvolto nella battaglia di Creta e ottenne delle note di merito per il suo servizio durante la battaglia di Capo Matapan, ottenendo altresì la croce di guerra greca al valore.
Nel giugno del 1942 fu assegnato sulla HMS Wallace, che fu coinvolta nelle operazioni dello sbarco alleato in Sicilia per la liberazione della penisola italiana. Promosso tenente di vascello il 16 luglio 1942 alla età di soli 21 anni, nell'ottobre dello stesso anno divenne primo tenente di vascello sulla HMS Wallace e uno dei più giovani ufficiali della marina britannica. Nel 1944 si imbarcò su un nuovo cacciatorpediniere, il HMS Whelp dove prestò servizio nel Pacifico, nella 27ª flottiglia britannica. Era presente nella baia di Tokyo quando fu firmata la resa del Giappone. Nel gennaio del 1946, Filippo fece ritorno nel Regno Unito sulla HMS Whelp e fu nominato istruttore presso la HMS Royal Arthur, il campo d'addestramento della marina a Corsham.

### Matrimonio

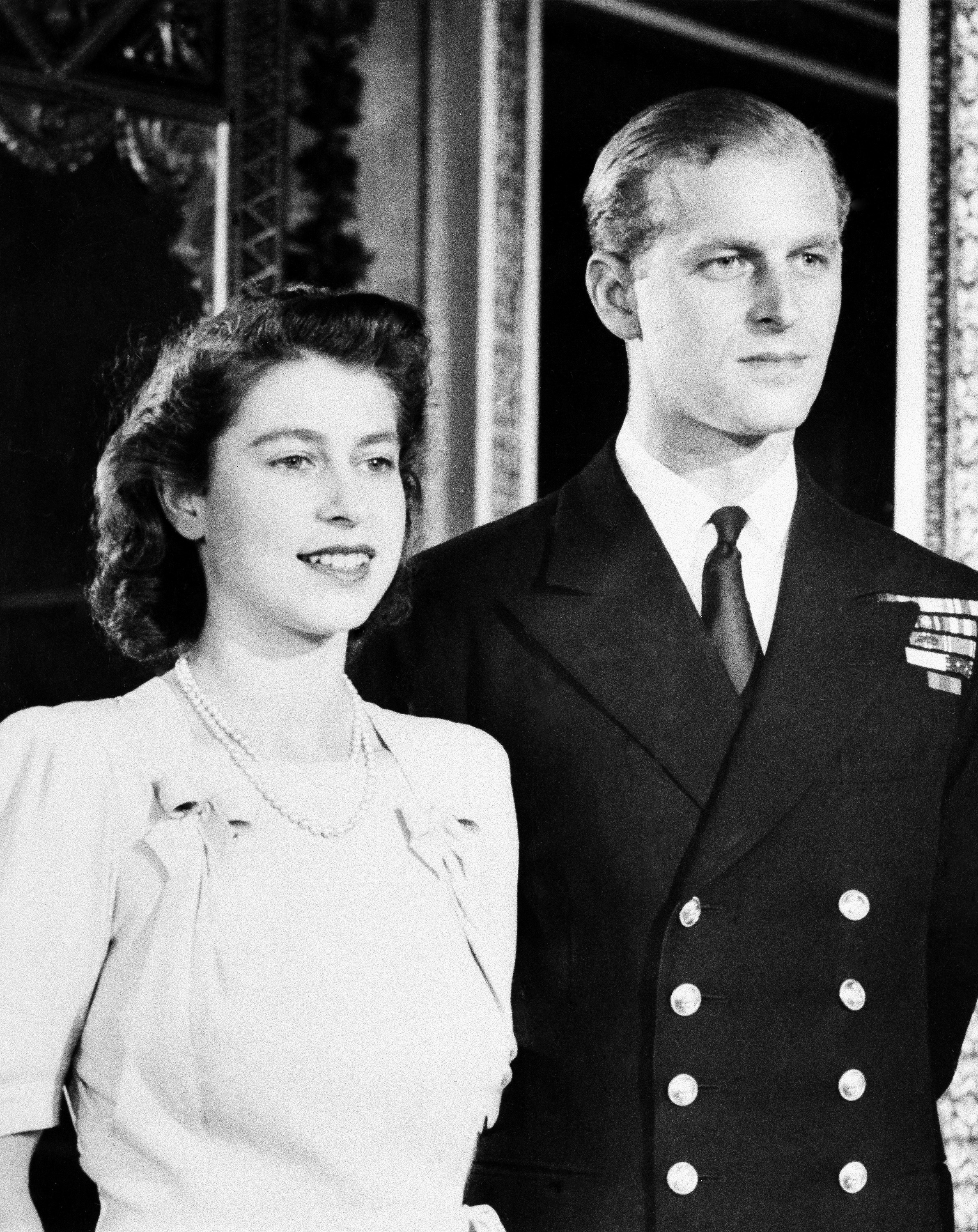
La principessa Elisabetta e Filippo a Buckingham Palace; 1947

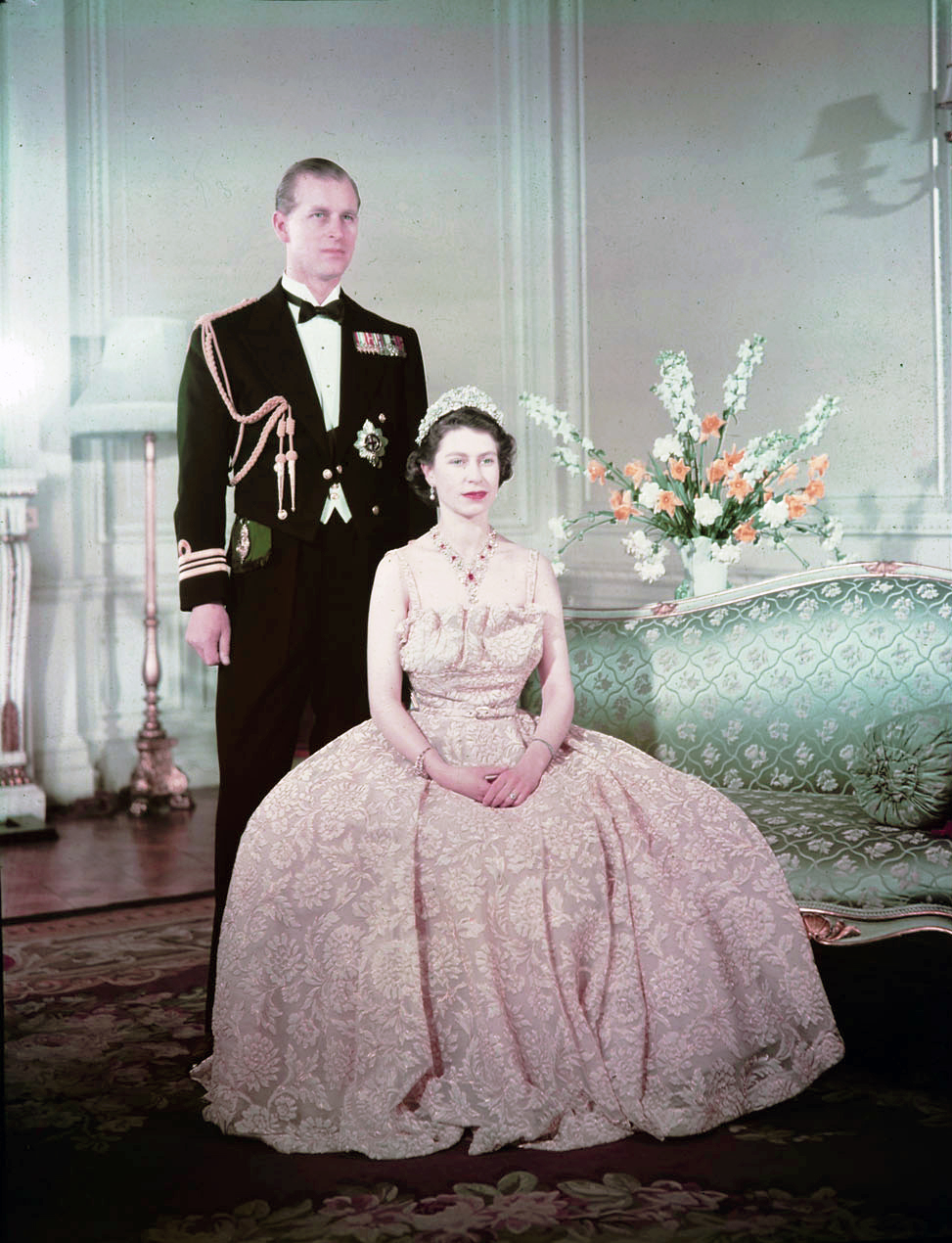
Filippo ed Elisabetta nel 1950

Il 22 luglio 1939 Louis Mountbatten organizzò la visita del re Giorgio VI e della regina consorte Elisabetta al Dartmouth Royal Naval College (Dartmouth), avendo cura di includere nell'invito anche le giovani principesse Elisabetta e Margaret e di assegnare al nipote Filippo il compito di intrattenerle mentre i genitori visitavano la struttura. Elisabetta, che era cugina di terzo grado di Filippo, se ne innamorò ed essi cominciarono uno scambio di lettere. Nell'estate del 1946 Filippo decise di chiedere la mano della figlia a re Giorgio VI, il quale rispose positivamente alla richiesta; il fidanzamento fu ufficializzato nel ventunesimo compleanno di Elisabetta, il 21 aprile successivo. Il fidanzamento fu annunciato al pubblico nel luglio del 1947. Filippo rinunciò ai suoi titoli regali greci e danesi, nonché alle sue pretese sul trono greco, oltre a convertirsi dalla religione ortodossa a quella anglicana; egli fu inoltre naturalizzato cittadino britannico in quanto discendente di Sofia di Hannover. La sua naturalizzazione avvenne con il titolo di Lord Mountbatten il 18 marzo 1947, in quanto Filippo adottò il cognome di Mountbatten, proveniente dalla famiglia materna. La coppia si sposò il 20 novembre 1947 Filippo ottenne anche il titolo di duca di Edimburgo, che fa parte della parìa britannica.
Il matrimonio si celebrò nell'abbazia di Westminster e la cerimonia fu registrata e trasmessa dalla BBC. Nel Regno Unito post bellico non era accettabile che i parenti tedeschi del duca fossero tra gli invitati alla cerimonia, incluse le tre sorelle sopravvissute, che avevano sposato principi tedeschi, molti dei quali avevano avuto relazioni con il partito nazista, ma fu presente la madre Alice. Dopo il loro matrimonio gli sposi presero residenza a Clarence House. I loro primi due figli furono Carlo (nato il 14 novembre 1948) e Anna (nata il 15 agosto 1950). Filippo proseguì la propria carriera militare, anche se il ruolo di sua moglie avrebbe finito sempre con il mettere in ombra la sua figura. Dapprima prestò servizio presso lo Stato Maggiore della Marina e successivamente all'Accademia navale di Greenwich.
Dal 1949 fu stazionato a Malta sul cacciatorpediniere HMS Chequers, della Mediterranean Fleet britannica. Nel 1950 fu promosso al grado di capitano di corvetta e ottenne il comando dello sloop HMS Magpiesul quale, il 2 febbraio 1952, fu promosso a capitano di fregata.
Durante la malattia del re Giorgio VI Elisabetta e Filippo furono nominati consiglieri privati (4 novembre 1951), dopo avere fatto un viaggio da costa a costa in Canada. Alla fine di gennaio dell'anno successivo cominciarono un tour nel Commonwealth. Il 6 febbraio 1952, quando la coppia si trovava in Kenya, il padre di Elisabetta morì e lei fu chiamata a succedergli al trono. Fu Filippo a portare a Elisabetta la notizia della morte del padre alla Sagana Lodge e la coppia ripartì immediatamente per il Regno Unito.
|                     |                     |                     |                     | Cristiano IX di Danimarca | Cristiano IX di Danimarca | Cristiano IX di Danimarca | Cristiano IX di Danimarca | Cristiano IX di Danimarca | Cristiano IX di Danimarca |                         |                         |                               |                               |                               |                               |                               |                               |                             |                             | Vittoria del Regno Unito    | Vittoria del Regno Unito    | Vittoria del Regno Unito | Vittoria del Regno Unito | Vittoria del Regno Unito    | Vittoria del Regno Unito    |                             |                             |                             |                             |  |  |  |  |  |  |  |  |  |  |  |  |
|                     |                     |                     |                     | Cristiano IX di Danimarca | Cristiano IX di Danimarca | Cristiano IX di Danimarca | Cristiano IX di Danimarca | Cristiano IX di Danimarca | Cristiano IX di Danimarca |                         |                         |                               |                               |                               |                               |                               |                               |                             |                             | Vittoria del Regno Unito    | Vittoria del Regno Unito    | Vittoria del Regno Unito | Vittoria del Regno Unito | Vittoria del Regno Unito    | Vittoria del Regno Unito    |                             |                             |                             |                             |  |  |  |  |  |  |  |  |  |  |  |  |
|                     |                     |                     |                     |                           |                           |                           |                           |                           |                           |                         |                         |                               |                               |                               |                               |                               |                               |                             |                             |                             |                             |                          |                          |                             |                             |                             |                             |                             |                             |  |  |  |  |  |  |  |  |  |  |  |  |
| Giorgio I di Grecia | Giorgio I di Grecia | Giorgio I di Grecia | Giorgio I di Grecia | Giorgio I di Grecia       | Giorgio I di Grecia       |                           |                           | Alessandra di Danimarca   | Alessandra di Danimarca   | Alessandra di Danimarca | Alessandra di Danimarca | Alessandra di Danimarca       | Alessandra di Danimarca       |                               |                               | Edoardo VII del Regno Unito   | Edoardo VII del Regno Unito   | Edoardo VII del Regno Unito | Edoardo VII del Regno Unito | Edoardo VII del Regno Unito | Edoardo VII del Regno Unito |                          |                          | Alice di Gran Bretagna      | Alice di Gran Bretagna      | Alice di Gran Bretagna      | Alice di Gran Bretagna      | Alice di Gran Bretagna      | Alice di Gran Bretagna      |  |  |  |  |  |  |  |  |  |  |  |  |
| Giorgio I di Grecia | Giorgio I di Grecia | Giorgio I di Grecia | Giorgio I di Grecia | Giorgio I di Grecia       | Giorgio I di Grecia       |                           |                           | Alessandra di Danimarca   | Alessandra di Danimarca   | Alessandra di Danimarca | Alessandra di Danimarca | Alessandra di Danimarca       | Alessandra di Danimarca       |                               |                               | Edoardo VII del Regno Unito   | Edoardo VII del Regno Unito   | Edoardo VII del Regno Unito | Edoardo VII del Regno Unito | Edoardo VII del Regno Unito | Edoardo VII del Regno Unito |                          |                          | Alice di Gran Bretagna      | Alice di Gran Bretagna      | Alice di Gran Bretagna      | Alice di Gran Bretagna      | Alice di Gran Bretagna      | Alice di Gran Bretagna      |  |  |  |  |  |  |  |  |  |  |  |  |
|                     |                     |                     |                     |                           |                           |                           |                           |                           |                           |                         |                         |                               |                               |                               |                               |                               |                               |                             |                             |                             |                             |                          |                          |                             |                             |                             |                             |                             |                             |  |  |  |  |  |  |  |  |  |  |  |  |
|                     |                     |                     |                     |                           |                           |                           |                           |                           |                           |                         |                         | Giorgio V del Regno Unito     | Giorgio V del Regno Unito     | Giorgio V del Regno Unito     | Giorgio V del Regno Unito     | Giorgio V del Regno Unito     | Giorgio V del Regno Unito     |                             |                             |                             |                             |                          |                          | Vittoria d'Assia e del Reno | Vittoria d'Assia e del Reno | Vittoria d'Assia e del Reno | Vittoria d'Assia e del Reno | Vittoria d'Assia e del Reno | Vittoria d'Assia e del Reno |  |  |  |  |  |  |  |  |  |  |  |  |
|                     |                     |                     |                     |                           |                           |                           |                           |                           |                           |                         |                         | Giorgio V del Regno Unito     | Giorgio V del Regno Unito     | Giorgio V del Regno Unito     | Giorgio V del Regno Unito     | Giorgio V del Regno Unito     | Giorgio V del Regno Unito     |                             |                             |                             |                             |                          |                          | Vittoria d'Assia e del Reno | Vittoria d'Assia e del Reno | Vittoria d'Assia e del Reno | Vittoria d'Assia e del Reno | Vittoria d'Assia e del Reno | Vittoria d'Assia e del Reno |  |  |  |  |  |  |  |  |  |  |  |  |
| Andrea di Grecia    | Andrea di Grecia    | Andrea di Grecia    | Andrea di Grecia    | Andrea di Grecia          | Andrea di Grecia          |                           |                           |                           |                           |                         |                         |                               |                               |                               |                               |                               |                               |                             |                             |                             |                             |                          |                          | Alice di Battenberg         | Alice di Battenberg         | Alice di Battenberg         | Alice di Battenberg         | Alice di Battenberg         | Alice di Battenberg         |  |  |  |  |  |  |  |  |  |  |  |  |
| Andrea di Grecia    | Andrea di Grecia    | Andrea di Grecia    | Andrea di Grecia    | Andrea di Grecia          | Andrea di Grecia          |                           |                           |                           |                           |                         |                         |                               |                               |                               |                               |                               |                               |                             |                             |                             |                             |                          |                          | Alice di Battenberg         | Alice di Battenberg         | Alice di Battenberg         | Alice di Battenberg         | Alice di Battenberg         | Alice di Battenberg         |  |  |  |  |  |  |  |  |  |  |  |  |
|                     |                     |                     |                     |                           |                           |                           |                           |                           |                           |                         |                         | Giorgio VI del Regno Unito    |                               |                               |                               |                               |                               |                             |                             |                             |                             |                          |                          |                             |                             |                             |                             |                             |                             |  |  |  |  |  |  |  |  |  |  |  |  |
|                     |                     |                     |                     |                           |                           |                           |                           |                           |                           |                         |                         |                               |                               |                               |                               |                               |                               |                             |                             |                             |                             |                          |                          |                             |                             |                             |                             |                             |                             |  |  |  |  |  |  |  |  |  |  |  |  |
|                     |                     |                     |                     |                           |                           |                           |                           |                           |                           |                         |                         | Elisabetta II del Regno Unito | Elisabetta II del Regno Unito | Elisabetta II del Regno Unito | Elisabetta II del Regno Unito | Elisabetta II del Regno Unito | Elisabetta II del Regno Unito |                             |                             | Filippo di Edimburgo        | Filippo di Edimburgo        | Filippo di Edimburgo     | Filippo di Edimburgo     | Filippo di Edimburgo        | Filippo di Edimburgo        |                             |                             |                             |                             |  |  |  |  |  |  |  |  |  |  |  |  |
|                     |                     |                     |                     |                           |                           |                           |                           |                           |                           |                         |                         | Elisabetta II del Regno Unito | Elisabetta II del Regno Unito | Elisabetta II del Regno Unito | Elisabetta II del Regno Unito | Elisabetta II del Regno Unito | Elisabetta II del Regno Unito |                             |                             | Filippo di Edimburgo        | Filippo di Edimburgo        | Filippo di Edimburgo     | Filippo di Edimburgo     | Filippo di Edimburgo        | Filippo di Edimburgo        |                             |                             |                             |                             |  |  |  |  |  |  |  |  |  |  |  |  |

### Casa reale

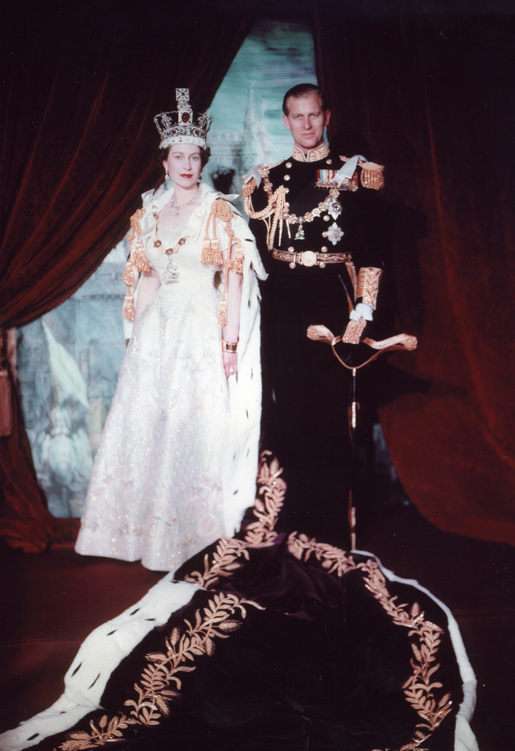
Elisabetta II con il principe consorte Filippo nel giorno dell'incoronazione (2 giugno 1953)

L'ascesa di Elisabetta al trono, con l'incoronazione nel 1953, portò a galla la questione del nome da affidare alla casata regnante del Regno Unito. Lo zio di Filippo, Luigi, aveva scelto il cognome Mountbatten ed Elisabetta avrebbe dovuto come da tradizione assumere il cognome del marito con l'atto di matrimonio. La regina Maria di Teck, nonna paterna di Elisabetta, fece sapere attraverso il Primo ministro Winston Churchill che la casata regnante avrebbe dovuto mantenere il nome di Windsor. Solo nel 1955, dopo la morte della regina Maria e le dimissioni di Churchill, fu emesso un decreto che prevedeva la possibilità di usare il cognome Mountbatten-Windsor. Per consolidare il ruolo del marito, Elisabetta II (dopo la sua incoronazione) prescrisse che Filippo avrebbe avuto precedenza e preminenza su chiunque in occasione di tutti gli incontri, con l'eccezione delle cause prescritte dall'Act of Parliament. Questo significava che aveva precedenza anche sul suo primo figlio, il principe di Galles, salvo che nel parlamento britannico. Nell'occasione dell'apertura annuale del parlamento, quando la sovrana teneva un discorso ben augurale, Filippo si limitava semplicemente ad accompagnare la regina nel suo ingresso e prendeva posto al suo fianco.

### Incarichi e ruoli come consorte

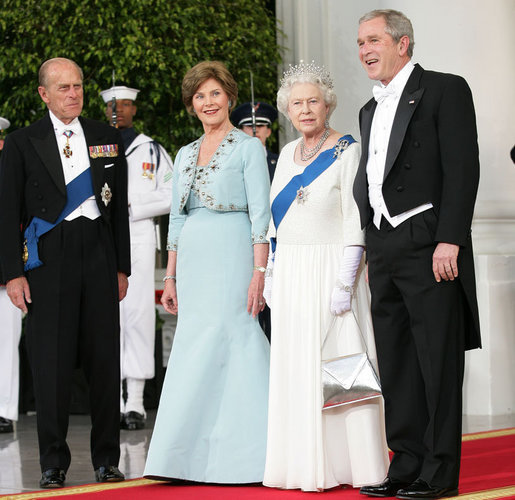
La regina Elisabetta e il principe Filippo incontrano il presidente degli Stati Uniti George W. Bush e consorte

In qualità di consorte della regina, a Filippo fu richiesto di aiutare la moglie nei suoi obblighi di sovrana, accompagnandola alle cerimonie, alle cene di Stato e nei viaggi all'estero e in patria; per dedicarsi interamente a questo ruolo, rinunciò alla propria carriera in marina dopo che gli fu conferito il grado di ammiraglio della flotta il 15 gennaio 1953. Come presidente della commissione d'incoronazione, fu il primo membro della famiglia reale a viaggiare in elicottero, passando in rassegna le truppe che avrebbero preso parte alla cerimonia. Filippo non fu incoronato assieme alla moglie, ma ottenne che Elisabetta gli prestasse particolare attenzione e gli imponesse le mani.
All'inizio degli anni cinquanta la principessa Margaret, sua cognata, voleva sposare un uomo divorziato molto più anziano di lei, il capitano della RAF Peter Townsend. La stampa accusò Filippo di essere ostile a questa unione, anche se egli in realtà non sembra abbia interferito in alcun modo. Per sei mesi, tra il 1953 e il 1954, Filippo ed Elisabetta visitarono molti paesi del Commonwealth, lasciando i figli nel Regno Unito.
Nel 1956 il duca fondò il The Duke of Edinburgh's Award assieme a Kurt Hahn, per premiare i giovani che avessero dimostrato grande senso di responsabilità verso le loro comunità. Dal 1956 al 1957 Filippo viaggiò attorno al mondo con la nave HMY Britannia. Durante il viaggio inaugurò le Olimpiadi estive di Melbourne nel 1956, dopo avere assistito alla cerimonia di apertura; fu nominato consigliere privato della regina del Canada e si recò poi in Antartide. La regina e i figli, nel frattempo, rimasero in patria.
Al suo ritorno Elisabetta nominò Filippo "Principe del Regno Unito", titolo al quale formalmente era già asceso come "principe consorte" da dieci anni.

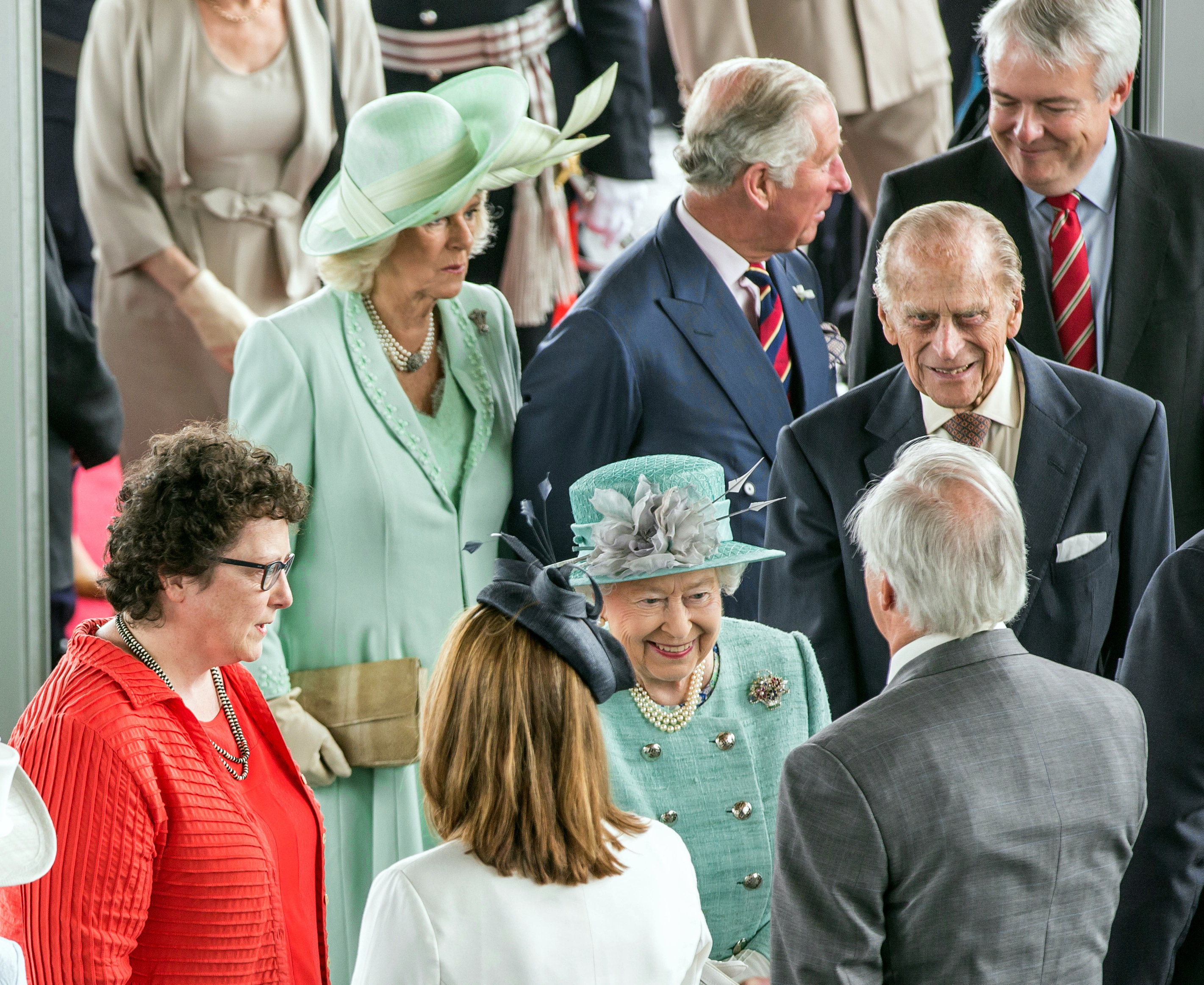
Il principe Filippo con la regina e la famiglia all'inaugurazione del Parlamento gallese nel 2016

Nel 1960 il principe Filippo prese parte al National Eisteddfod indossando una lunga tunica verde e venne iniziato al rito bardico dall'arcidruido del Galles, Edgar Phillips, prendendo anche il nome di Philip Meirionnydd, a riflettere il suo titolo di conte di Merioneth. Nel 1961, fu il primo membro della famiglia reale inglese a venire intervistato per la televisione, apparendo al programma Panorama per rispondere alle domande del giornalista Richard Dimbleby sulla Commonwealth Technical Training Week, iniziativa di cui era patrono. Nel 1964 fu lui a presenziare alla cerimonia di indipendenza della neonata Repubblica di Malta, firmando il documento che sancì la fine del controllo politico britannico sull'isola, in cui aveva vissuto dal 1949 al 1951.
Filippo decise quindi di dedicarsi alla causa delle relazioni tra uomo e ambiente. Divenne patrono di un numero altissimo di organizzazioni su questo tema, che al 2008 erano giunte circa a 800. Si concentrò anche sull'importanza dell'industria, compiendo visite a diversi stabilimenti industriali. Nel 1961 divenne presidente del WWF per il Regno Unito, nel 1986 presidente internazionale e presidente emerito dal 1996.
All'inizio del 1981 Filippo scrisse a suo figlio Carlo consigliandogli di sposare Diana Spencer e di rompere la sua precedente relazione con Camilla Shand. Su pressione anche della madre, Carlo avanzò a Diana la proposta di matrimonio nel febbraio dello stesso anno: sei mesi dopo i due si sposarono. Dal 1992 il matrimonio cominciò a incrinarsi; la regina ed il principe consorte cercarono di trovare un accordo per riconciliare i due, ma senza successo. Filippo scrisse a Diana, esprimendole il suo disappunto sia per le relazioni extraconiugali di Carlo sia per le sue, chiedendole di esaminare le loro colpe da un altro punto di vista. Diana rimase ferita dalla lettera del suocero, ma ne apprezzò a ogni modo il buon intento, anche se Carlo e Diana divorziarono successivamente.

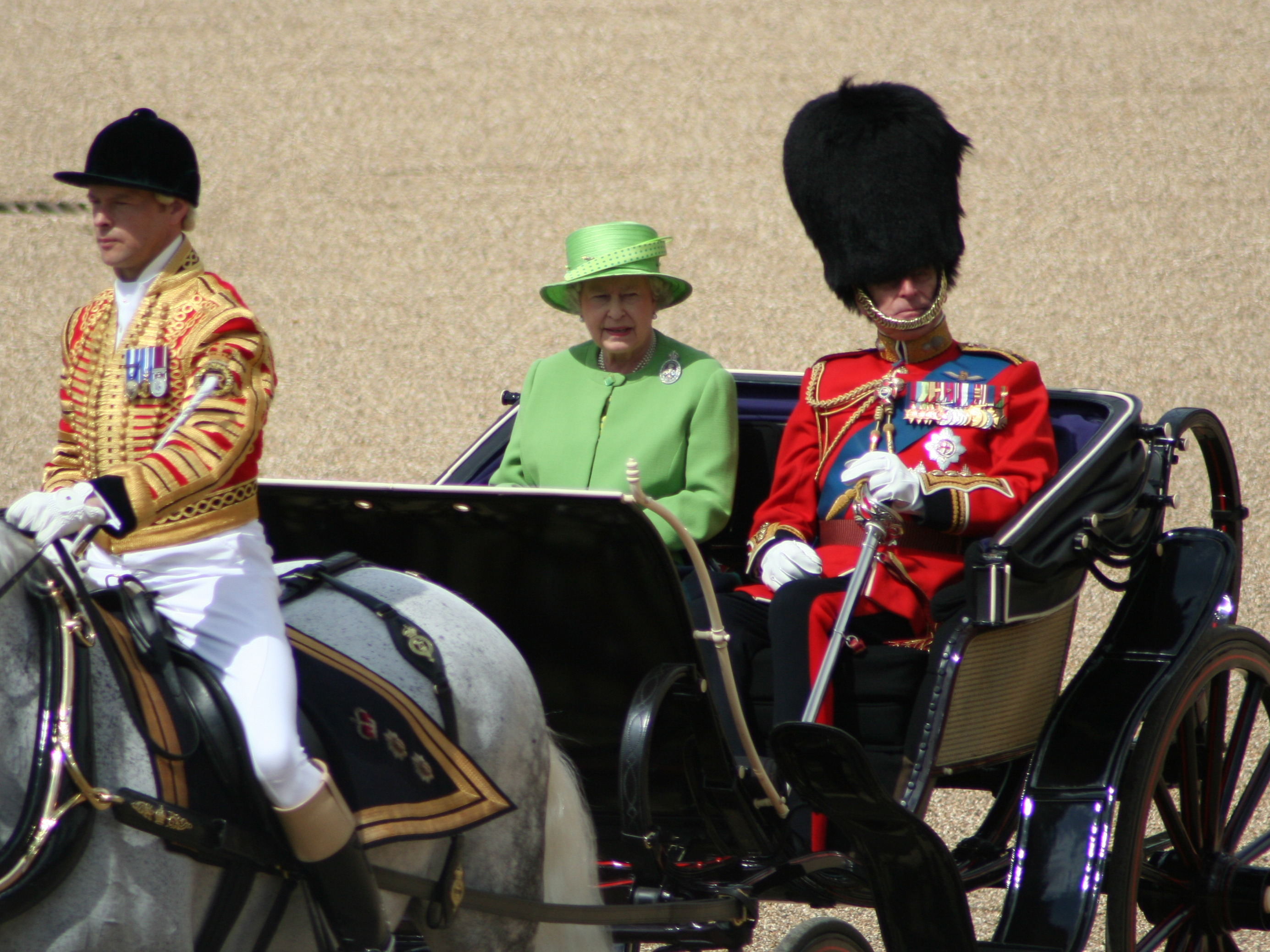
La regina Elisabetta e il principe Filippo in carrozza durante l'annuale celebrazione Trooping the colour

Un anno dopo il divorzio, Diana rimase uccisa in un incidente automobilistico a Parigi, il 31 agosto 1997. A quel tempo, Filippo era in vacanza con tutta la famiglia a Balmoral. La chiusura della famiglia reale e la reazione negativa nei confronti della stampa produssero ostilità dell'opinione pubblica verso i regnanti, che si tramutò però in profondo rispetto per la scelta fatta dopo il discorso tenuto dalla regina il 5 settembre di quello stesso anno, che fu trasmesso dalla BBC. Il giorno dei funerali, Filippo, William, Harry, Carlo e il fratello di Diana, Charles Spencer, presenziarono dietro la bara in segno di grande lutto e rispetto per tutta la nazione.
Nell'incidente che causò la morte di Diana morì anche l'allora suo compagno Dodi Al-Fayed; il padre, Mohamed Al-Fayed, accusò Filippo e la famiglia reale britannica di essere i mandanti dell'incidente, anche se l'inchiesta conclusasi nel 2008 ha stabilito che non vi siano evidenze di cospirazione sulla morte di Diana.
Durante il giubileo d'oro di Elisabetta II nel 2002, a Filippo furono resi gli onori per i cinquant'anni di ruolo di principe consorte svolto magistralmente, pur con qualche gaffe e situazione imbarazzante, che gli hanno valso tuttavia l'affetto di gran parte del suo popolo.

### Problemi di salute, riduzione degli incarichi, pensionamento e morte
Filippo doveva presenziare a circa trecento eventi all'anno, più di qualsiasi altro membro della famiglia reale, con l'eccezione della figlia Anna. A ottobre del 2007 fu resa pubblica l'esistenza di problemi cardiaci di cui soffriva sin dal 1992, pur essendosi rifiutato di rinunciare ai propri doveri di principe consorte. Ad aprile del 2008 venne ricoverato al King Edward VII Hospital per la cura di un'infezione polmonare, dalla quale si riprese velocemente, trascorrendo la convalescenza al castello di Windsor.
Sempre nel medesimo periodo, gli fu diagnosticato un tumore alla prostata. Il palazzo reale chiese di mantenere la riservatezza della famiglia almeno su questi eventi che impedivano a Filippo di presiedere con regolarità a tutti i momenti pubblici in programma.
Il 23 dicembre 2011, mentre si trovava nella residenza reale di Sandringham (Norfolk), fu ricoverato d'urgenza presso il Papworth Hospital, nel Cambridgeshire, dopo avere accusato forti dolori al petto. In seguito, nella notte tra il 23 e il 24 dicembre, subì un'angioplastica per lo sblocco di un'arteria coronarica, che rese necessaria l'applicazione di uno stent coronarico.
Il 4 maggio 2017 Buckingham Palace annunciò ufficialmente il ritiro del principe Filippo da tutti gli impegni pubblici a partire dall'agosto seguente. Il 2 agosto 2017, all'età di 96 anni, svolse il suo ultimo incarico ufficiale da principe consorte. Dopo ben 65 anni di servizio e circa 22 000 impegni ufficiali accumulati, il principe si congedò dalla vita pubblica assistendo, nei giardini di Buckingham Palace, alla sfilata della Marina britannica in occasione della ricorrenza della sua fondazione nel 1664.

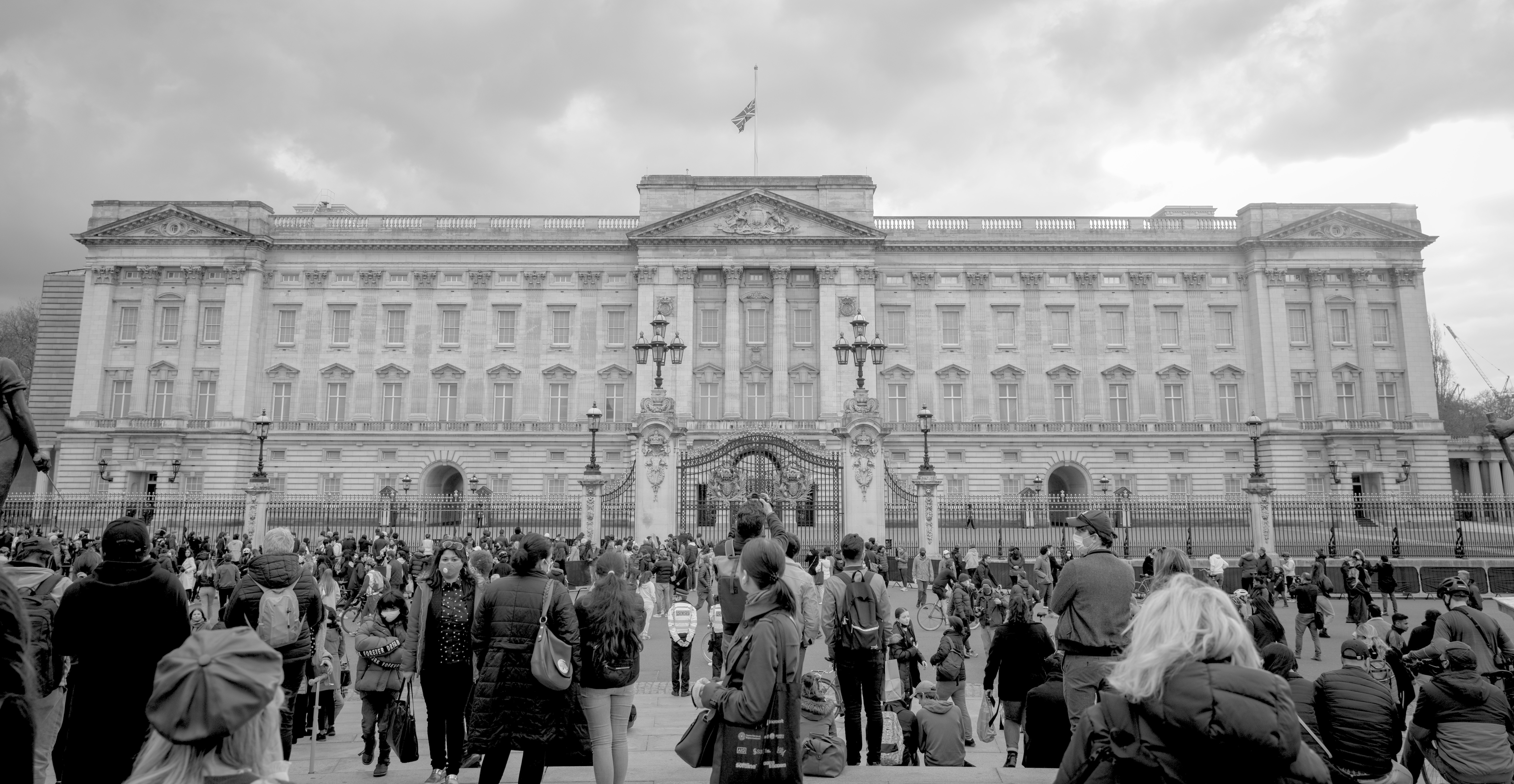
La bandiera britannica a mezz'asta su Buckingham Palace per la morte del principe Filippo il 9 aprile 2021

Il 9 gennaio 2021 il principe Filippo e la regina vennero entrambi vaccinati contro il COVID-19 da un medico di corte al castello di Windsor. A febbraio del 2021 il principe venne ricoverato a causa di un'infezione con susseguenti complicazioni cardiache al King Edward VII’s Hospital di Londra, venendone dimesso il 16 marzo seguente.
Filippo è morto il 9 aprile 2021 nel Castello di Windsor, due mesi e un giorno prima di quello che sarebbe stato il suo 100º compleanno. Con i suoi 99 anni è fino a oggi il discendente della regina Vittoria vissuto più a lungo, avendo superato la nipote di quest'ultima Alice di Albany, che morì nel 1981 a 97 anni. La causa della morte non è stata dichiarata, anche se nel comunicato di palazzo si leggeva che il principe era morto "serenamente", fatto confermato in un'intervista anche da Sofia, contessa di Wessex, nuora di Filippo. La sua morte ha avviato l'Operazione Forth Bridge, il nome in codice dato al piano per l'organizzazione della sua cerimonia funebre. I funerali si sono svolti il 17 aprile 2021, nella Cappella di San Giorgio al Castello di Windsor, ed è stato provvisoriamente sepolto nella cripta reale.
Come per altri membri anziani della famiglia reale, il testamento di Filippo sarà sigillato per almeno 90 anni, secondo una sentenza dell'Alta corte, che lo ha ritenuto necessario per proteggere la "dignità e la posizione" della regina. Ciò ha portato a speculazioni sul fatto che il testamento potesse contenere materiale dannoso per la reputazione della famiglia reale. L'ordine è stato emesso dal Presidente della Divisione Famiglia dopo un'udienza privata nel luglio 2021, che ha affermato di non aver visto il testamento né di essere stato informato del suo contenuto. Nel gennaio 2022, The Guardian ha contestato la decisione del giudice di escludere la stampa da quell'udienza, sostenendo che il giudice aveva "errato nel non considerare alcuna interferenza minore con la giustizia pubblica rispetto a un'udienza privata", e al giornale è stato concesso il permesso di presentare ricorso. Nel luglio 2022, la Corte d'appello ha respinto le argomentazioni del quotidiano, affermando che la stampa non poteva essere informata dell'udienza "senza rischiare la tempesta mediatica che si temeva". La corte ha aggiunto che "una percepita mancanza di trasparenza potrebbe essere oggetto di legittimo dibattito pubblico, ma le (Norme sulla successione non contenziosa) consentono che i testamenti e i loro valori siano nascosti allo sguardo del pubblico in alcuni casi".
Il 19 settembre 2022 il feretro è stato trasferito nella cappella commemorativa di Giorgio VI, sempre a Windsor, per essere sepolto accanto alla moglie, la regina Elisabetta II, morta undici giorni prima.

## Interessi e hobby

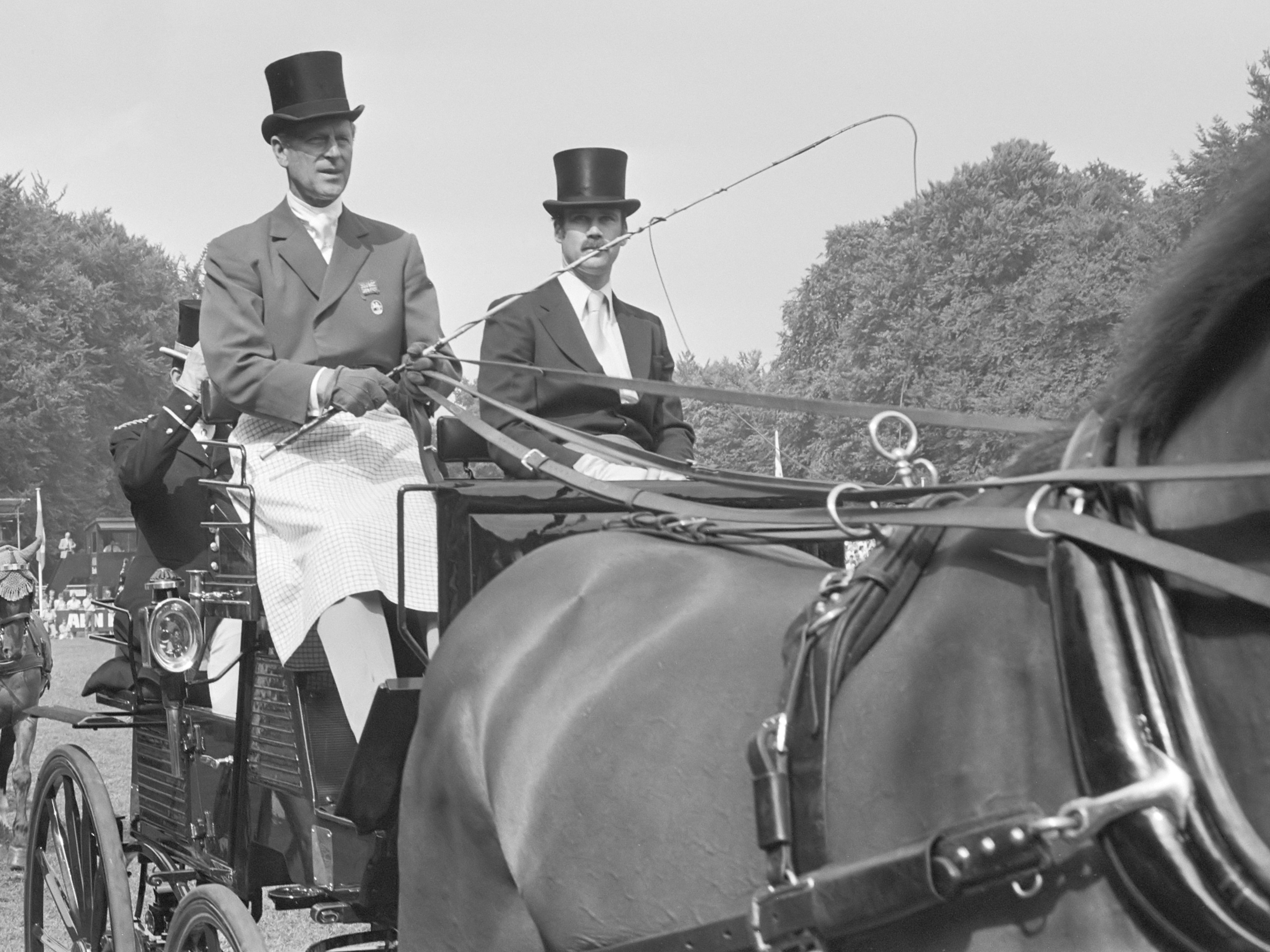
Il principe Filippo con un tiro a quattro nel 1982

Il passatempo preferito del principe sin dalla giovinezza è stato il polo, che ha continuato a praticare sino in tarda età, passione che ha trasmesso al figlio Carlo ed al nipote William. Dal 1971 iniziò a interessarsi agli attacchi di tiri a quattro, di cui divenne abile sportivo e contribuì alla diffusione, contribuendo alla realizzazione anche del primo manuale di regole sportive sul tema. Filippo è stato anche un abile yachtsman e nel 1949 strinse amicizia con Uffa Fox a Cowes.
Il principe Filippo fu per tutta la sua vita un grande appassionato anche di volo. Prese le prime lezioni nel 1952 e al suo 70º compleanno aveva portato a compimento 5 150 ore di volo totali. Nel 1953 ottenne il brevetto di pilota militare della Royal Air Force, nel 1956 quello di pilota di elicotteri per la Royal Navy e nel 1959 ottenne una licenza privata di volo. Si ritirò nell'agosto del 1997, con un totale di 5 986 ore di volo su 59 differenti aerei. Nell'aprile del 2014 venne riscoperto un vecchio filmato della British Pathé risalente al 1962 nel quale veniva mostrato Filippo in un tour di due mesi in Sudamerica. Seduto al fianco di Filippo ai controlli dell'aereo che egli pilotava vi era il copilota, il capitano Peter Middleton, nonno della futura principessa di Galles, Catherine. Nel 1959 compì un volo in solitaria a bordo di un Druine Turbulent, divenendo il primo e finora unico membro della famiglia reale ad avere volato a bordo di un velivolo monoposto.
Il principe si dilettava anche nella pittura a olio ed era un collezionista di opere di arte contemporanea, che sono esposte a Buckingham Palace, al castello di Windsor, a Sandringham House e al castello di Balmoral. L'artista e critico d'arte inglese Hugh Casson definì l'opera di Filippo "esattamente come te l'aspetteresti... completamente diretta, senza fronzoli. Colori forti, pennellate vigorose." Dal 1952 al 2011 il duca di Edimburgo fu inoltre patrono della Royal Society of Arts. Fu inoltre sempre affascinato dai fumetti e in particolare da quelli sulla famiglia reale e per questo fu patrono del The Cartoon Museum.
Riguardo alla religione, in tarda età riscoprì il fascino della sua fede d'origine, quella greco-ortodossa.
Apparteneva alla massoneria ed era membro della Navy Lodge Nº 2612, nella quale fu iniziato il 5 dicembre 1952, una loggia massonica appartenente alla Gran loggia Unita d'Inghilterra con sede a Londra, che recluta i propri membri tra gli ufficiali della Royal Navy. L'ingresso di Filippo nella massoneria fu un passo travagliato: suo zio, il conte Mountbatten di Burma, si era "fieramente opposto" a questa decisione, ma a ogni modo già prima della sua morte il suocero di Filippo, re Giorgio VI, aveva reso chiaro come il genero, nelle sue future funzioni reali, avrebbe dovuto continuare la tradizione di famiglia nel patrocinio della massoneria.

## Personalità e immagine

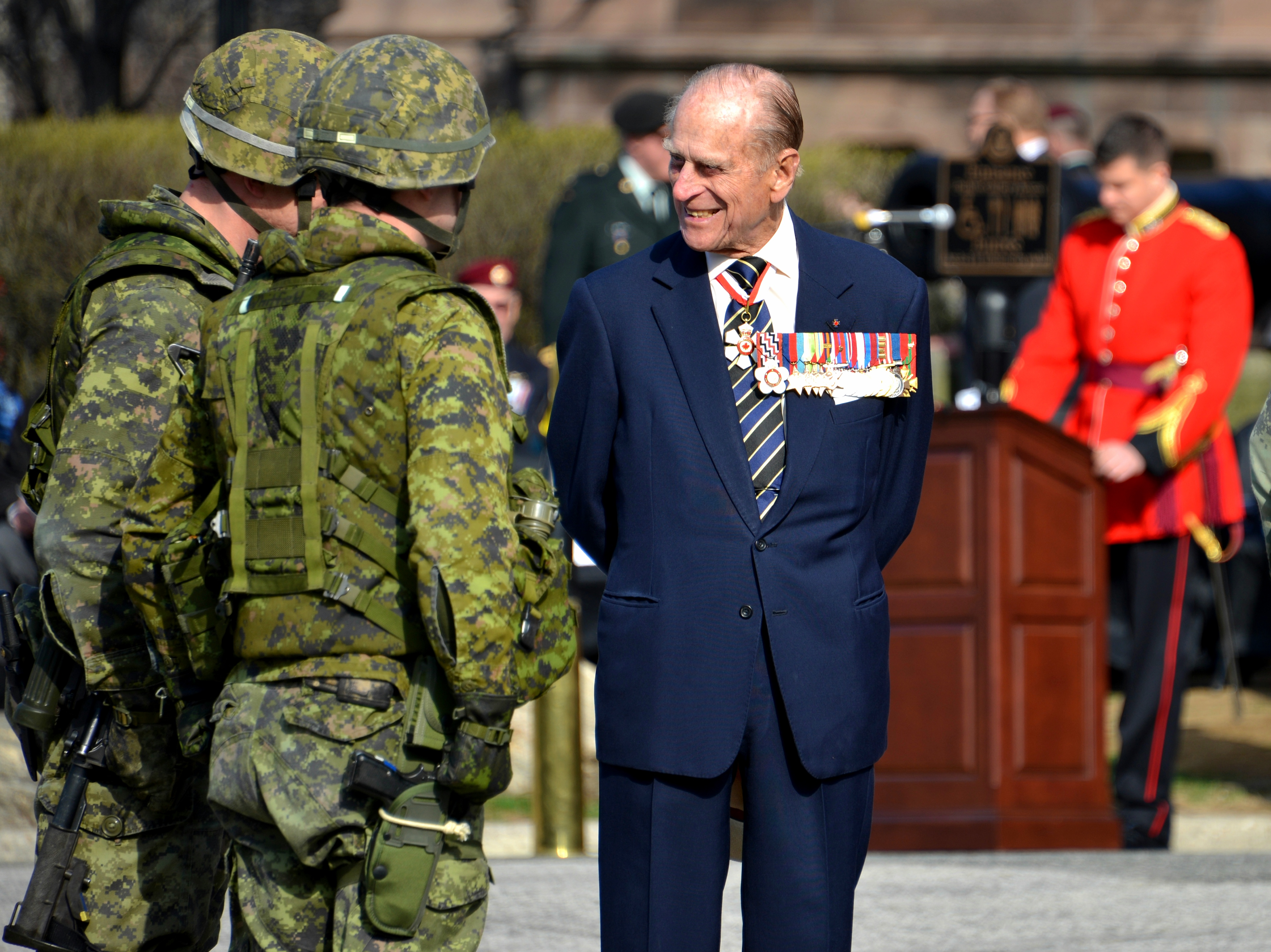
Il principe Filippo in Canada nel 2013

Filippo è negli anni divenuto noto per i propri modi schietti e sinceri, liberi dal protocollo reale e spesso irriverenti o fuori dalle righe, oltre che per le sue gaffe.
Durante una visita di stato in Cina nel 1986, per esempio, in una conversazione privata con gli studenti inglesi della Northwest University a Xi'an, Filippo disse: "Se rimanete qui troppo a lungo vi verranno gli occhi a mandorla!" La stampa britannica riportò questo commento, che venne considerato da alcuni razzista, ma le autorità cinesi non fecero parola dell'accaduto e il fatto non ebbe effetti nelle relazioni sino-britanniche
Nel 2011 lo storico David Starkey lo definì un "Victor Meldrew". Nel maggio del 1999, alcuni giornali britannici accusarono Filippo di avere preso in giro dei bambini sordomuti a un concerto pop nel Galles, dicendo: "Non mi stupisco che tu sia divenuto sordo ascoltando questa roba". Filippo scrisse in seguito a tale proposito: "La storia è in gran parte un'invenzione. Mia madre stessa era parecchio sorda in vita e io sono stato per anni patrono del Royal National Institute for the Deaf, pertanto non posso pensare che si tratti di un insulto." Quando il principe incontrò con la regina Stephen Menary, un cadetto dell'esercito reso cieco dall'esplosione di una bomba dell'IRA, i reali si meravigliarono dei progressi che stava facendo nel recupero parziale della vista, ma Filippo disse: "Beh, non sono poi tanti, a giudicare dalla cravatta che indossa". Menary successivamente dichiarò di non essere stato ferito dalla frase del principe: "Penso stesse solo cercando di risollevare il morale della situazione. Non ho visto il fatto come un'offesa."

## Media
Filippo è stato interpretato da diversi attori, tra cui Stewart Granger (Il romanzo di Carlo e Diana, 1982), Christopher Lee (Charles & Diana: A Royal Love Story, 1982), David Threlfall (The Queen's Sister, 2005), James Cromwell (The Queen - La regina, 2006) e Finn Elliot, Matt Smith, Tobias Menzies e Jonathan Pryce (The Crown, 2016-in corso).
Il personaggio del principe Filippo compare anche nel racconto di Nevil Shute dal titolo In the Wet (1952), in quello di Paul Gallico dal titolo Mrs. 'Arris Goes to Moscow (1974), in quello di Tom Clancy dal titolo Attentato alla corte d'Inghilterra (1987) e in quello di Sue Townsend dal titolo The Queen and I (1992). Nel thriller The Liquidator del 1964 di John Gardner, e poi nella versione cinematografica dell'anno successivo, la storia ruota attorno a un tentativo di assassinio del duca di Edimburgo durante una sua visita a una base della RAF.

## Opere letterarie
Filippo è stato autore di diversi volumi:
- Discorsi scelti – 1948–55 (1957, riedito da Nabu Press nel 2011) ISBN 978-1245671330
- Discorsi scelti – 1956–59 (1960)
- Birds from Britannia (1962) ISBN 978-1163699294
- Wildlife Crisis con il naturalista James Fisher (1970) ISBN 978-0402125112
- The Environmental Revolution: Speeches on Conservation, 1962–1977 (1978) ISBN 978-0846414537
- Competition Carriage Driving (1982) ISBN 978-0851315942
- A Question of Balance (1982) ISBN 978-0859550871
- Men, Machines and Sacred Cows (1984) ISBN 978-0241111741
- A Windsor Correspondence con Michael Mann (1984) ISBN 978-0859551083
- Down to Earth: Collected Writings and Speeches on Man and the Natural World 1961–87 (1988) ISBN 978-0828907118
- Survival or Extinction: A Christian Attitude to the Environment con Michael Mann (1989) ISBN 978-0859551588
- Driving and Judging Dressage (1996) ISBN 978-0851316666
- 30 Years On, and Off, the Box Seat (2004) ISBN 978-0851318981

Prefazioni a:
- Royal Australian Navy 1911–1961 Jubilee Souvenir pubblicato con l'autorizzazione del dipartimento della marina, Canberra (1961)
- The Concise British Flora in Colour di William Keble Martin, Ebury Press/ Michael Joseph (1965)
- Birds of Town and Village, di William Donald Campbell e Basil Ede (1965)
- Kurt Hahn di Hermann Röhrs e Hilary Tunstall-Behrens (1970)
- The Doomsday Book of Animals di David Day (1981)
- Saving the Animals: The World Wildlife Fund Book of Conservation di Bernard Stonehouse (1981)
- The Art of Driving di Max Pape (1982) ISBN 978-0851313399
- Yachting and the Royal Prince Alfred Yacht Club di Graeme Norman (1988) ISBN 978-0867770674
- National Maritime Museum Guide to Maritime Britain di Keith Wheatley (2000)
- The Royal Yacht Britannia: The Official History di Richard Johnstone-Bryden, Conway Maritime Press (2003) ISBN 978-0851779379
- 1953: The Crowning Year of Sport di Jonathan Rice (2003)
- British Flags and Emblems di Graham Bartram, Tuckwell Press (2004) ISBN 978-1862322974
- Chariots of War di Robert Hobson, Ulric Publication (2004) ISBN 978-0954199715
- RMS Queen Mary 2 Manual: An Insight into the Design, Construction and Operation of the World's Largest Ocean Liner di Stephen Payne, Haynes Publishing (2014)
- The Triumph of a Great Tradition: The Story of Cunard's 175 Years di Eric Flounders e Michael Gallagher, Lily Publications (2014) ISBN 978-1906608859

## Ascendenza
|                               |                    |                                  | Genitori                          |  |  | Nonni |  |  | Bisnonni                  |  |  | Trisnonni                                            |  |
|                               |                    |                                  |                                   |  |  |       |  |  | Cristiano IX di Danimarca |  |  | Federico di Schleswig-Holstein-Sonderburg-Glücksburg |  |
|                               |                    |                                  |                                   |  |  |       |  |  | Cristiano IX di Danimarca |  |  | Federico di Schleswig-Holstein-Sonderburg-Glücksburg |  |
|                               |                    | Luisa Carolina d'Assia-Kassel    |                                   |  |  |       |  |  | Cristiano IX di Danimarca |  |  |                                                      |  |
| Giorgio I di Grecia           |                    |                                  |                                   |  |  |       |  |  | Cristiano IX di Danimarca |  |  |                                                      |  |
|                               |                    | Luisa d'Assia-Kassel             | Guglielmo d'Assia-Kassel          |  |  |       |  |  |                           |  |  |                                                      |  |
|                               |                    | Luisa d'Assia-Kassel             | Guglielmo d'Assia-Kassel          |  |  |       |  |  |                           |  |  |                                                      |  |
|                               |                    | Luisa d'Assia-Kassel             | Luisa Carlotta di Danimarca       |  |  |       |  |  |                           |  |  |                                                      |  |
| Andrea di Grecia              |                    | Luisa d'Assia-Kassel             |                                   |  |  |       |  |  |                           |  |  |                                                      |  |
|                               |                    | Konstantin Nikolaevič di Russia  | Nicola I di Russia                |  |  |       |  |  |                           |  |  |                                                      |  |
|                               |                    | Konstantin Nikolaevič di Russia  | Nicola I di Russia                |  |  |       |  |  |                           |  |  |                                                      |  |
|                               |                    | Konstantin Nikolaevič di Russia  | Carlotta di Prussia               |  |  |       |  |  |                           |  |  |                                                      |  |
| Olga Konstantinovna di Russia |                    | Konstantin Nikolaevič di Russia  |                                   |  |  |       |  |  |                           |  |  |                                                      |  |
|                               |                    | Alessandra di Sassonia-Altenburg | Giuseppe di Sassonia-Altenburg    |  |  |       |  |  |                           |  |  |                                                      |  |
|                               |                    | Alessandra di Sassonia-Altenburg | Giuseppe di Sassonia-Altenburg    |  |  |       |  |  |                           |  |  |                                                      |  |
|                               |                    | Alessandra di Sassonia-Altenburg | Amalia di Württemberg             |  |  |       |  |  |                           |  |  |                                                      |  |
| Filippo di Edimburgo          |                    | Alessandra di Sassonia-Altenburg |                                   |  |  |       |  |  |                           |  |  |                                                      |  |
|                               | Alessandro d'Assia | Luigi II d'Assia e del Reno      |                                   |  |  |       |  |  |                           |  |  |                                                      |  |
|                               | Alessandro d'Assia | Luigi II d'Assia e del Reno      |                                   |  |  |       |  |  |                           |  |  |                                                      |  |
|                               | Alessandro d'Assia | Guglielmina di Baden             |                                   |  |  |       |  |  |                           |  |  |                                                      |  |
| Luigi di Battenberg           | Alessandro d'Assia |                                  |                                   |  |  |       |  |  |                           |  |  |                                                      |  |
|                               |                    | Julia von Hauke                  | Hans Moritz von Hauke             |  |  |       |  |  |                           |  |  |                                                      |  |
|                               |                    | Julia von Hauke                  | Hans Moritz von Hauke             |  |  |       |  |  |                           |  |  |                                                      |  |
|                               |                    | Julia von Hauke                  | Sophie Lafontaine                 |  |  |       |  |  |                           |  |  |                                                      |  |
| Alice di Battenberg           |                    | Julia von Hauke                  |                                   |  |  |       |  |  |                           |  |  |                                                      |  |
|                               |                    | Luigi IV d'Assia e del Reno      | Carlo d'Assia                     |  |  |       |  |  |                           |  |  |                                                      |  |
|                               |                    | Luigi IV d'Assia e del Reno      | Carlo d'Assia                     |  |  |       |  |  |                           |  |  |                                                      |  |
|                               |                    | Luigi IV d'Assia e del Reno      | Elisabetta di Prussia             |  |  |       |  |  |                           |  |  |                                                      |  |
| Vittoria d'Assia e del Reno   |                    | Luigi IV d'Assia e del Reno      |                                   |  |  |       |  |  |                           |  |  |                                                      |  |
|                               |                    | Alice di Gran Bretagna           | Alberto di Sassonia-Coburgo-Gotha |  |  |       |  |  |                           |  |  |                                                      |  |
|                               |                    | Alice di Gran Bretagna           | Alberto di Sassonia-Coburgo-Gotha |  |  |       |  |  |                           |  |  |                                                      |  |
|                               |                    | Alice di Gran Bretagna           | Vittoria del Regno Unito          |  |  |       |  |  |                           |  |  |                                                      |  |
|                               |                    | Alice di Gran Bretagna           |                                   |  |  |       |  |  |                           |  |  |                                                      |  |

## Titoli, trattamento e incarichi onorari

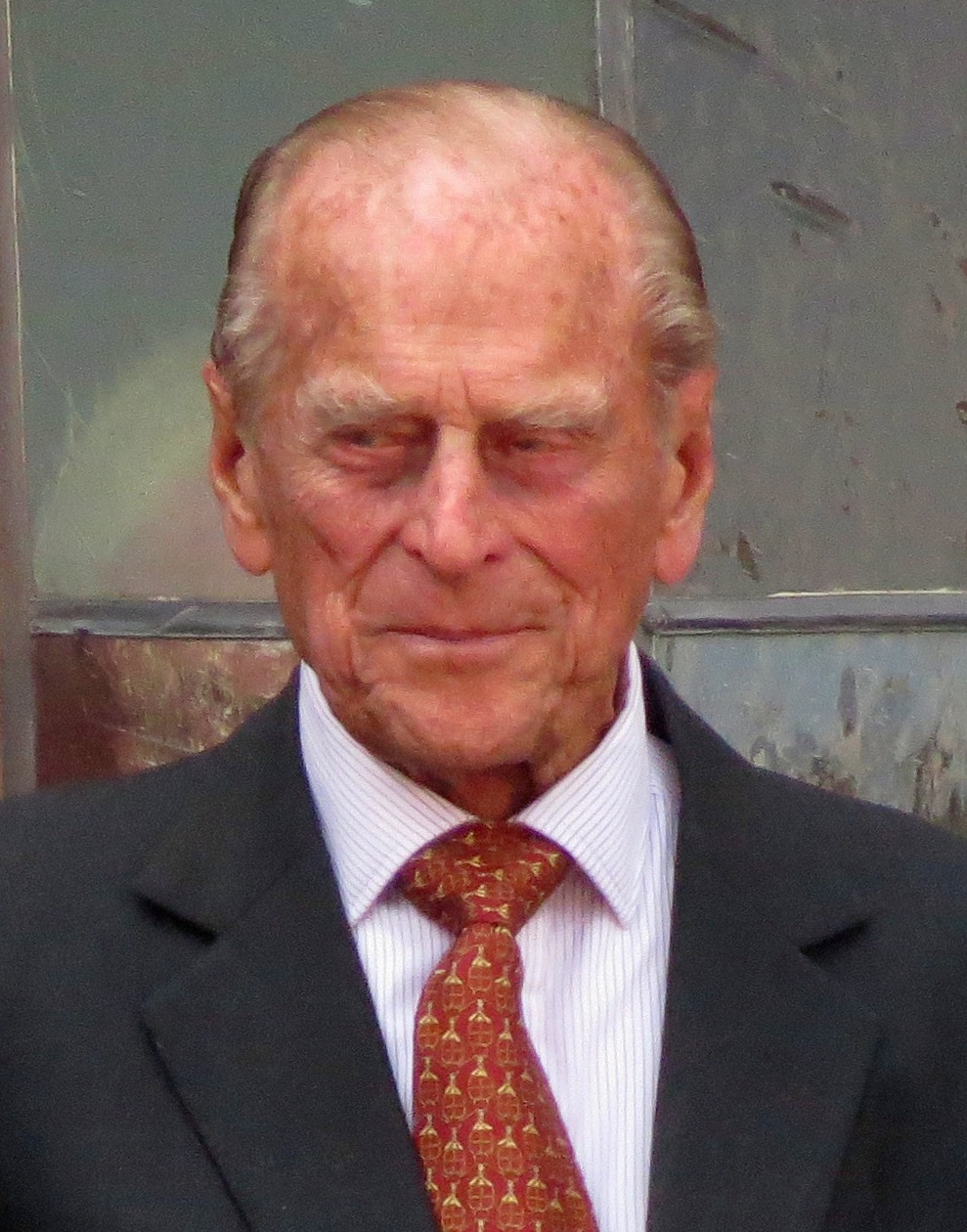
Il principe Filippo nel 2015 a Francoforte

- Grecia e  Danimarca
  - 10 giugno 1921 - 18 marzo 1947: Sua Altezza reale il Principe Filippo di Grecia e Danimarca
- Regno Unito
  - 18 marzo 1947 - 19 novembre 1947: Tenente Filippo Mountbatten
  - 19 novembre 1947 - 20 novembre 1947: Sua Altezza Reale Sir Philip Mountbatten[83]
  - 20 novembre 1947 - 22 febbraio 1957: Sua Altezza Reale Il Duca di Edimburgo
  - 22 febbraio 1957 - 9 aprile 2021: Sua Altezza Reale Il Principe Filippo, Duca di Edimburgo

Il titolo e trattamento completo di Filippo era il seguente:
"Sua Altezza Reale Il Principe Filippo, Duca di Edimburgo, Conte di Merioneth, Barone Greenwich, Cavaliere Reale del Nobilissimo Ordine della Giarrettiera, Cavaliere extranumero dell'Antichissimo e Nobilissimo Ordine del Cardo, Membro dell'Ordine al Merito, Cavaliere di Gran Croce dell'Ordine Reale Vittoriano, Gran Maestro e Primo e Principale Cavaliere di Gran Croce dell'Eccellentissimo Ordine dell'Impero Britannico, Membro Addizionale dell'Ordine della Nuova Zelanda, Compagno extranumero dell'Ordine di Servizio della Regina, Cavaliere dell'Ordine d'Australia, Reale Capo dell'Ordine di Logohu, Compagno straordinario dell'Ordine del Canada, Commendatore straordinario dell'Ordine al Merito Militare, Decorazione delle Forze Canadesi, Lord dell'Onorevolissimo Consiglio Privato di S.M., Membro del Consiglio Privato della Regina per il Canada, Personale Aiutante di Campo di S.M. il re Giorgio VI, Lord Alto Ammiraglio del Regno Unito".
Dal 19 novembre 1947, in seguito al matrimonio con la principessa Elisabetta (allora erede al trono), il principe Filippo godeva del trattamento di "Sua Altezza Reale" (abbreviato SAR; in inglese: His Royal Highness - HRH). Quando ci si rivolgeva a lui per la prima volta lo si faceva con l'espressione "Vostra Altezza Reale" (inglese: Your Royal Highness) mentre in seguito con l'appellativo Sir.
In seguito al matrimonio, il principe Filippo ha ottenuto le più alte cariche militari britanniche: quella di Ammiraglio della flotta per la Royal Navy (corrispondente all'Ammiraglio italiano), quella di Maresciallo di Campo per il British Army (corrispondente al Generale italiano) e quella di Maresciallo per la Royal Air Force (corrispondente al Generale d'aviazione italiano).
In occasione del suo novantesimo compleanno, il 10 giugno 2011, Filippo ha ricevuto il titolo di Lord High Admiral, il più alto titolo onorifico della Royal Navy, fino a quel momento detenuto dalla consorte. Inoltre ha ottenuto le più alte cariche delle forze armate canadesi: quella di Ammiraglio per la Royal Canadian Navy, quella di Generale per il Canadian Army e quella di Generale per la Royal Canadian Air Force.

## Onorificenze

Lo stemma personale del principe Filippo, duca di Edimburgo

Stemma di Filippo dal 1947 al 1949

Lo stendardo personale del principe Filippo, duca di Edimburgo, che combina i simboli di Danimarca, Grecia, Mountbatten ed Edimburgo

Il monogramma personale del principe Filippo, duca di Edimburgo

Il monogramma del principe Filippo e della regina Elisabetta II